# Henri Vannérus
Henri Vannérus, né le 29 juillet 1833 à Diekirch (Belgique de facto ; Royaume uni des Pays-Bas de jure) et mort le 16 mai 1921 à Luxembourg (Luxembourg), est un diplomate, juriste et homme politique luxembourgeois.

## Biographie
Henri Vannérus est président du tribunal d'arrondissement de Diekirch, président de la Cour supérieure de justice et chargé d'affaires à Paris.
Du 31 mars 1864 au 3 décembre 1866 et du 3 décembre 1867 au 26 décembre 1874, Henri Vannérus est Directeur général de la Justice — soit l'équivalent de ministre de nos jours — dans les gouvernements dirigés par Victor de Tornaco et Emmanuel Servais.
Henri Vannérus est nommé conseiller d’État le 27 décembre 1874 puis président du Conseil d'État le 15 février 1888, fonction venue à terme le 15 février 1889. Il est nommé une deuxième fois président du Conseil d'État le 23 mai 1895, fonction venue à terme le 28 décembre 1914.

## Décoration
- Grand-croix de l'ordre de la Couronne de chêne[3] (promotion 1894).